# NGC 3506
NGC 3506 (другие обозначения — UGC 6120, MCG 2-28-47, ZWG 66.105, ARAK 273, PGC 33379) — спиральная галактика (Sc) в созвездии Лев.
Этот объект входит в число перечисленных в оригинальной редакции «Нового общего каталога».
В галактике вспыхнула сверхновая SN 2003L типа Ic, её пиковая видимая звездная величина составила 16,9.